# Narodni park Hallasan
Narodni park Hallasan (korejsko 한라산국립공원; handža: 漢拏山國立公園) je na in okoli gore Hallasan v provinci Čedžu v Južni Koreji. Leta 1970 je bil razglašen za 9. narodni park.
Hallasan je ščitasti vulkan, ki je najvišja gora v Južni Koreji. Leta 2002 je bil vpisan kot Unescov biosferni rezervat, leta 2007 pa za območje svetovne dediščine.
Park upravlja Posebna samoupravna provinca Čedžu. Je edini od 22 narodnih parkov, ki ga ne upravlja Korejska služba narodnih parkov.
Glavna turistična atrakcija narodnega parka je gora Hallasan, najvišja v Južni Koreji z nadmorsko višino 1947 metrov, ki velja za eno od treh glavnih gora v državi, skupaj z Džirisanom in Sorakasanom. Vstop v park je brezplačen, obiskovalci pa morajo plačati za kampiranje, uporabo tuša in parkiranje.

## Pohodne poti
Hallasan ima več pohodnih poti, dolgih od 4 do 20,3 km, z višinsko razliko med 135 in 1240 metri: pot Orimok (6,8 km), pot Jongsil (5,8 km), pot Songpanak (9,6 km), pot Sokgulam (1,5 km), pot Gvanumsa (8,7 km), pot Doneko (7 km) in pot Osungsengak (1,3 km). Najdaljša pot je pot Songpanak, ki traja približno 4,5 ure.
- Pot Orimok (어리목 탐방로; 6,8 km): začne se v centru za obiskovalce narodnega parka Hallasan (nadmorska višina 970 m) in konča na križišču južnih klifov (nadmorska višina 1600 m). Pot v eno smer traja približno 3 ure.
- Pot Jongsil (영실 탐방로; 5,8 km): začne se od upravnega urada Jongsil (nadmorska višina 1000 m) do križišča z južnimi klifi. Pot v eno smer traja približno 3 ure in 15 minut.
- Pot Songpanak (성판악 탐방로; 9,6 km): začne se od centra za obiskovalce do vrha jezera Hallasan Bengnokdam. Pot v eno smer traja približno 4,5 ure.
- Pot Sokgulam (석굴암 탐방로; 1,5 km)
- Pot Gvanumsa (관음사 탐방로; 8,7 km): začne se od kampa Gvanumsa do vrha jezera Hallasan Bengnokdam. Pot v eno smer traja 5 ur.
- Pot Doneko (돈내코 탐방로; 7 km): začne se od centra za obiskovalce (nadmorska višina 500 m) do križišča Južni klif. Pot v eno smer traja 3,5 ure.
- Pot Osungsengak (어승생악 탐방로; 1,3 km): začne se od centra za obiskovalce narodnega parka Hallasan do vrha Osungseng-oreum. Pot v eno smer traja 30 minut.

## Topografija
Hallasan obsega 153.112 km2 otoka Čedžu. Dviguje se 1950 m nad morsko gladino, kar pomeni, da je najvišja gora v Južni Koreji. Ta gora je nastala v četrti kenozojski dobi z izbruhom vulkana. Večinoma je sestavljena iz bazaltov. Razteza se proti vzhodu in zahodu ter ima visok in postopen vzpon. Po drugi strani pa je južni del gore strm. Na vrhu je kratersko jezero, imenovano »Bekrokdam«.
Vegetacija se spreminja glede na nadmorsko višino. Ob obali in nižjih gorskih pobočjih je vegetacija subtropska, z naraščajočo nadmorsko višino pa prehaja v alpsko vegetacijo. Zaradi relativno izolirane lege otoka je v narodnem parku nekaj endemičnih vrst. Obiskovalci si lahko med drugimi živalmi ogledajo jazbece, jelene, gazele in podlasice. Park je dober kraj za opazovanje ptic, saj na tem območju živi ali se seli 364 vrst.
V Hallasanu obstaja 1800 vrst rastlin, vključno s 400 vrstami zavarovanih rastlin in 50 vrstami posebnih rastlin. Otok Čedžu je bil leta 2002 razglašen za biosferni rezervat, narodni park Hallasan pa je ena od regij biosfere.